# Ermita de Santa María Magdalena (Baños de Valdearados)
La ermita de Santa María Magdalena es una ermita del siglo XVI situada en el municipio burgalés de Baños de Valdearados (España).
El sábado anterior al jueves de la Ascensión, se celebra una romería hasta la ermita con motivo de la festividad de santa María Magdalena, en la que se celebra una misa, una procesión y un baile.